# Bergskollegium
Das Bergskollegium war die schwedische Aufsichtsbehörde für das Berg- und Hüttenwesen, die von 1630 bis 1857 existierte. Von 1637 bis 1649 hieß die Behörde offiziell Generalbergsamtet.

## Geschichte
Am 26. Februar 1630 wurde in Schweden durch ein Königliches Schreiben die Einrichtung einer Aufsichtsbehörde für das Berg- und Hüttenwesen beschlossen. Die Behörde setzte sich aus einem Gouverneur und vier Gutachtern zusammen, denen ein Bergkämmerer, ein Reichsgardist, ein Bergschreiber, ein technischer Ingenieur sowie ein Visitator oder Markscheider zugeteilt waren. Seit 1649 wurde dieses Amt als Bergskollegium bezeichnet. Es war ein Zentralbüro für die Überwachung und die Verwaltung der schwedischen Bergbauindustrie. Ihm oblag höchsten Gerichtsbarkeit über alle Streitigkeiten und Strafangelegenheiten im Bereich des Bergbaus. Es bestand nun aus dem Gouverneur und 6 adligen Gutachtern, von denen einer seinen ständigen Sitz in Stockholm hatte. Die übrigen wurden auf die Bergbaugebiete verteilt. Von 1640 bis 1699 trafen sich die Angehörigen der Bergakademie einmal jährlich zur Beratung. Seit 1713 wurden die Gouverneure als Präsidenten bezeichnet. 1723 war das Bergkollegium unter der Leitung eines Präsidenten, zweier Bergräte und der vier Sachverständigen für alle Fragen im Zusammenhang mit Minen, Hütten und Mühlen zuständig. In den Jahren 1756 bis 1766 wurde die Zahl der Bergräte von 2 auf 6 erhöht. 1828 wurde die Zuständigkeit des Kollegiums an die allgemeine Verwaltung übertragen, ab 1832 wurde die Anzahl der Mitglieder verringert und am 3. Januar 1857 wurde das Bergkollegium aufgelöst.

## Aufgaben
Neben der Ausübung der Gerichtsbarkeit, die später abgegeben wurde, bereisten einige Mitglieder einmal jährlich die Bergwerke und Hütten. Zudem ließen sich die Beamten Berichte durch die Bergmeister, Geschworenen und Oberhochofenmeister zustellen, um sich über die Abläufe und Fortschritte zu informieren. Diese wurden Anschließend in einer Aufstellung an den König übermittelt. Das Kollegium hatte die Aufsicht über die Wagen, mit denen das Eisen und Erz vor der Ausfuhr gewogen wurden und stellte einen amtlichen Eisenbeschauer ab. Es ernannten die Bergmeister, Gardisten, Markscheider, Bergingenieure und weitere Unterbeamte. Zudem wurden genaue Karten angefertigt, die einen Überblick über die Standorte, die Gruben und die neu hinzugekommenen Arbeitsstrecken boten. Die einzelnen Bereiche waren unter den Mitgliedern aufgeteilt und wurden teilweise unter ihnen durch ein Losverfahren verteilt.